# Парк (мультфильм)
«Парк»» (эст. Park) — советский остросатирический мультфильм 1966 года, созданный режиссёром Эльбертом Тугановым на студии «Таллинфильм».

## Сюжет
На узкой тропинке через пустырь с камнями постоянно сталкиваются спешащие по своим делам прохожие. Чиновники решают разбить на месте пустыря парк. Они всё рассчитывают и за дело принимается тяжёлая техника. Торжественное открытие парка. Но из-за непродуманного устройства дорожек людям приходится часть пути сокращать по газону. Не помогают ни запретительные знаки, ни штрафы, ни колючая проволока — все ходят по тропинке. Чиновники разрабатывают новый план, по которому опять всё перестраивается. Но новое оказывается ещё более неудобным, люди вновь протаптывают себе тропинки.

## Создатели
- Сценарист: Валентин Рушкис
- Режиссёр: Эльберт Туганов
- Художник: Хенно Кяо[эст.]
- Оператор: Арво Нуут[эст.]
- Аниматоры: Евгения Балашова, Тойво Куллес[эст.]
- Художник фонов: Хилле Мянник
- Ассистент оператора: Симо Вазард
- Композитор: Юло Винтер
- Звукооператор: Герман Вахтель
- Дизайн персонажей: Тийт Люттер, Пеэтер Кюннапу
- Директор: Владимир Коринфский[1]

## Отзыв критика
В наиболее зрелых картинах, поставленных Э. Тугановым, таких, как «Парк», «Последний трубочист», «Талант», с особой силой проявились свойственные эстонскому народу высокое изобразительное мастерство, богатые традиции декоративно-прикладного искусства.
— Асенин С. В. «Волшебники экрана» 1974